# Großpetersdorf
Großpetersdorf (kroatisch Veliki Petrštof; ungarisch Nagyszentmihály, Nagynémetszentmihály, Romani Simeha) ist eine Marktgemeinde mit 3595 Einwohnern (Stand 1. Jänner 2025) im Bezirk Oberwart im Burgenland in Österreich. Der Anteil der Burgenlandungarn und der Burgenlandkroaten beträgt jeweils etwa 2,0 %.

## Geographie

### Geografische Lage
Das Gemeindegebiet liegt im Südburgenland und erstreckt sich nördlich der Pinka über die Niederungen und Anhöhen des Zickenbach- und des Tauchenbachtales. Der Hauptort Großpetersdorf befindet sich am flachen Kamm dieser Anhöhe.

### Gemeindegliederung
| Deutscher Ortsname | Ungarischer Ortsname | Kroatischer Ortsname | Romani- Ortsname | Fläche ha | Einwohner (Stand 1. Jänner 2025) |
| ------------------ | -------------------- | -------------------- | ---------------- | --------- | -------------------------------- |
| Großpetersdorf     | Nagyszentmihály      | Veliki Petrštof      | Simeha           | 1769,71   | 2740                             |
| Kleinpetersdorf    | Kisszentmihály       | Mali Petrštof        | -                | 250,61    | 242                              |
| Kleinzicken        | Kisciklény           | Mali Cikljin         | -                | 141,53    | 103                              |
| Miedlingsdorf      | Mérem                | Milištrof            | -                | 415,48    | 194                              |
| Welgersdorf        | Velege               | Velegaj              | Velegaja         | 558,33    | 316                              |

## Geschichte
Die erste sichere Erwähnung des Ortes Großpetersdorf stammt aus einer Urkunde des ungarischen Königs Ladislaus IV. aus dem Jahre 1273. Aus dem Jahre 1539 stammt ein Urbar, in dem der Ort als „Pettersdorf“ erwähnt wird. Die Markterhebung muss nach Urkunden vor dem Jahr 1565 erfolgt sein. Ab der Mitte des 16. Jahrhunderts findet eine von den Grafen Batthyány durchgeführte Ansiedelung von Kroaten in „Kleinpetersdorf“ statt. Bei der in den Jahren 1782 bis 1785 erfolgten josephinischen Landaufnahme wurde die Gemeinde als „Markt Gros Petersdorf oder Nemet Sz. Mihaly“ benannt. Bis zum Ausbruch des Ersten Weltkrieges setzte ein wirtschaftlicher Aufschwung ein.
Der Ort gehörte wie das gesamte Burgenland bis 1920/21 zu Ungarn (Deutsch-Westungarn). Seit 1898 musste aufgrund der Magyarisierungspolitik der Regierung in Budapest der ungarische Ortsname Nagyszentmihály verwendet werden. Nach Ende des Ersten Weltkriegs wurde nach zähen Verhandlungen Deutsch-Westungarn in den Verträgen von St. Germain und Trianon 1919 Österreich zugesprochen.
Am 26. März 1921 wurde der inkognito reisende Kaiser Karl I. bei einem kurzen Aufenthalt in Großpetersdorf erkannt und von der Bevölkerung freudig begrüßt. Karl war in Begleitung des Rotenturmer Grafen Thomas Erdődy auf dem Weg nach Szombathely, bei seinem letztendlich erfolglosen Bemühen, im Zuge des ersten Restaurationsversuches seine Königswürde in Ungarn wiederherzustellen.
Der Ort gehört seit 1921 zum neu gegründeten Bundesland Burgenland (siehe auch Geschichte des Burgenlandes). Gegen Ende des Zweiten Weltkriegs wurden Großpetersdorf und seine Umgebung zum Kampfgebiet. 1971 wurde die Gemeinde Jabing infolge des Inkrafttretens des Burgenländischen Gemeindestrukturverbesserungsgesetzes an Großpetersdorf angeschlossen. 1992 trennten sich Großpetersdorf und Jabing per Gemeinderatsbeschluss wieder. Marktgemeinde ist Großpetersdorf seit 2000 (durch LGBl.Nr. 18/2000).

### Bevölkerungsentwicklung

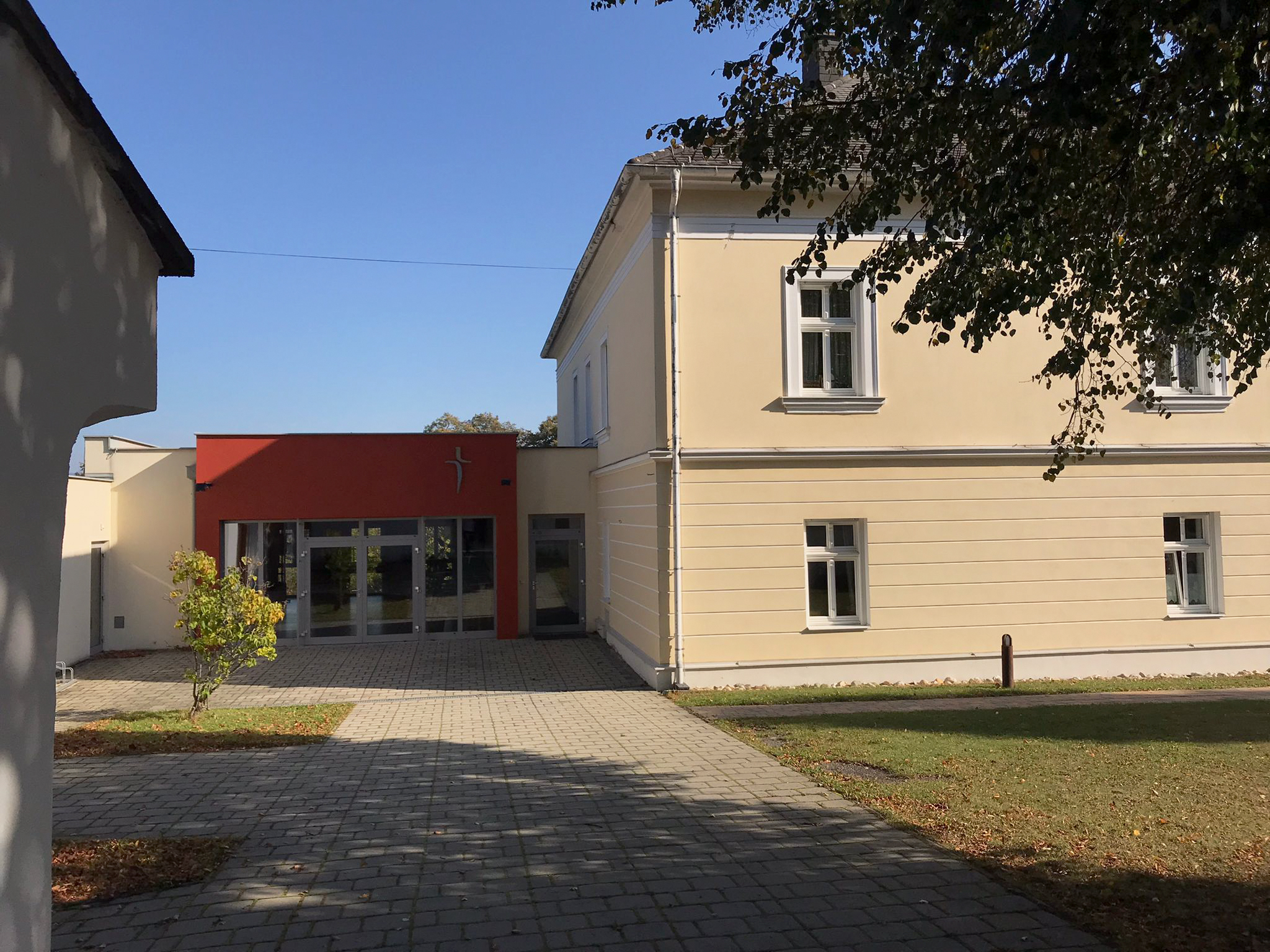
Dieses Bild zeigt das Evangelische Pfarrhaus Großpetersdorf

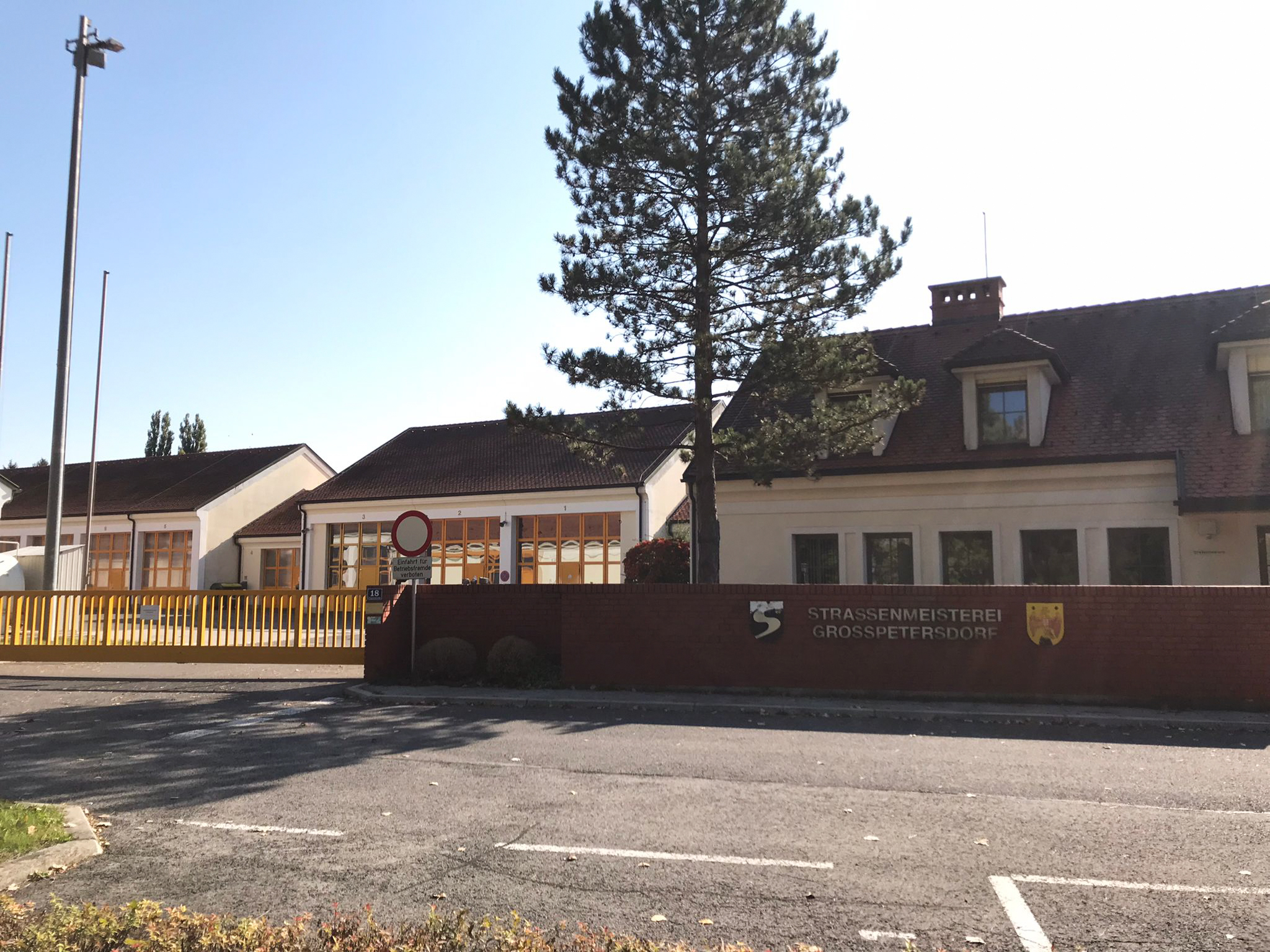
Dieses Bild zeigt die Straßenmeisterei in Großpetersdorf

## Kultur und Sehenswürdigkeiten

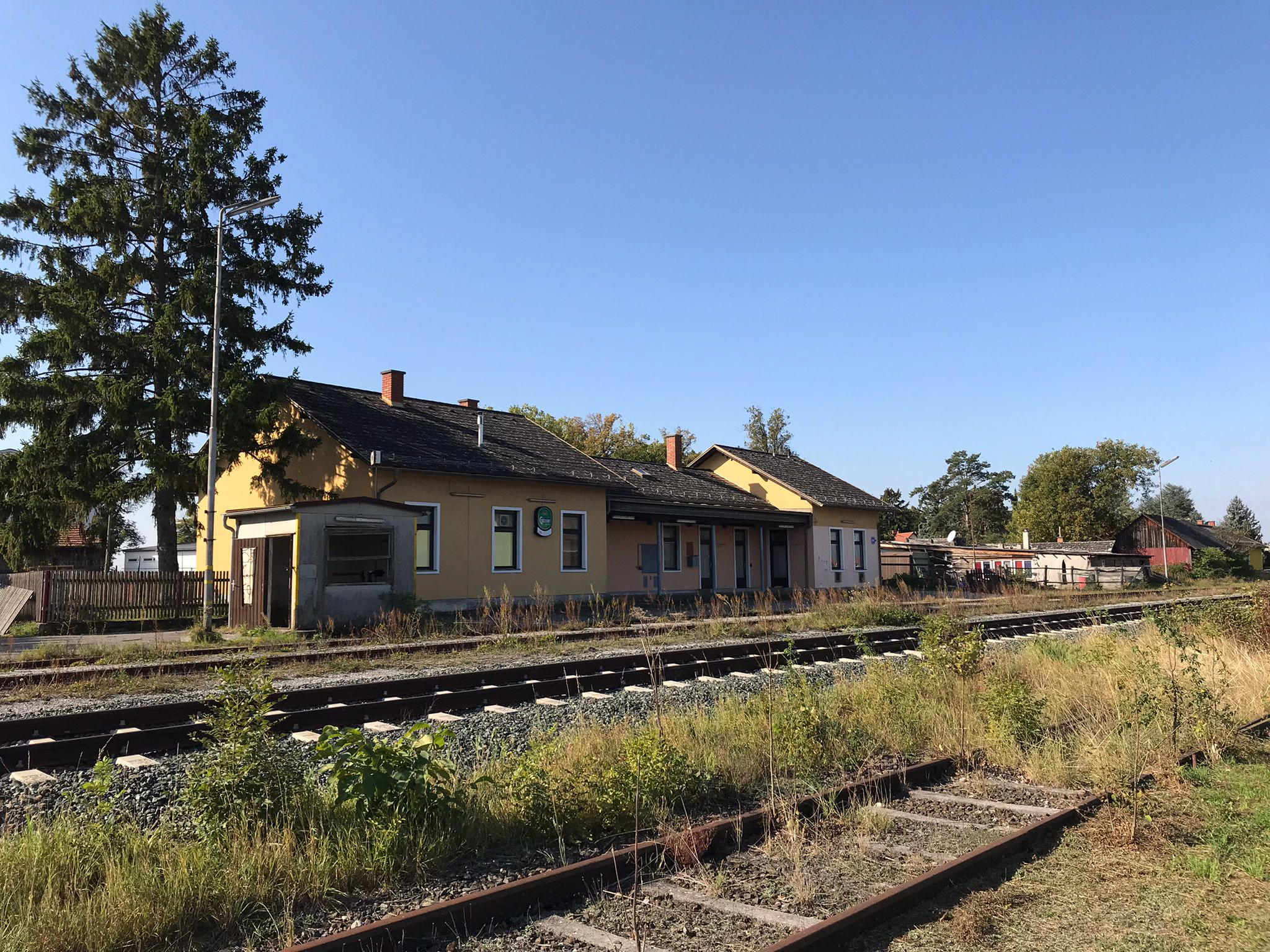
Dieses Bild zeigt den ehemaligen Bahnhof in Großpetersdorf

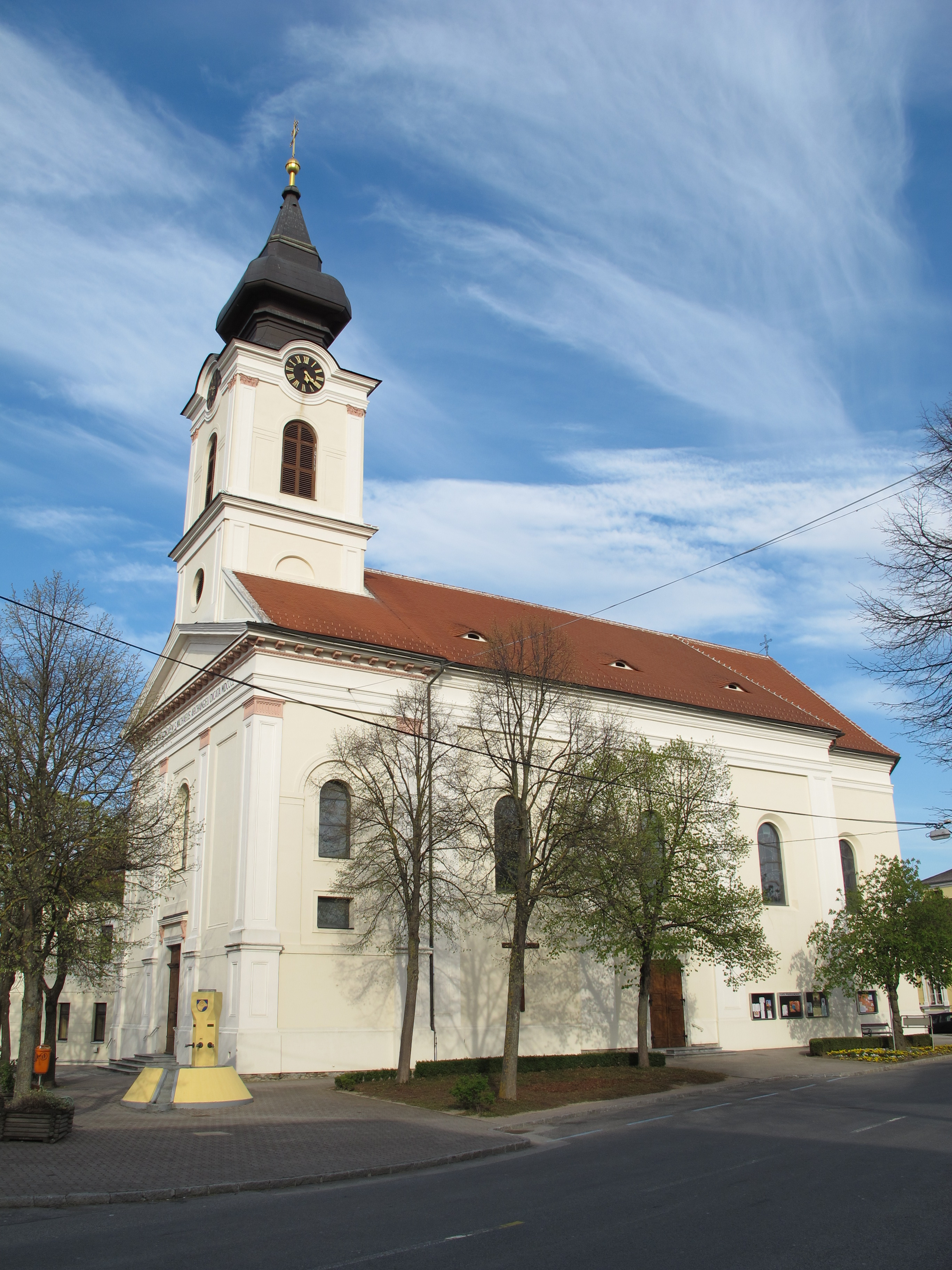
Katholische Pfarrkirche Großpetersdorf

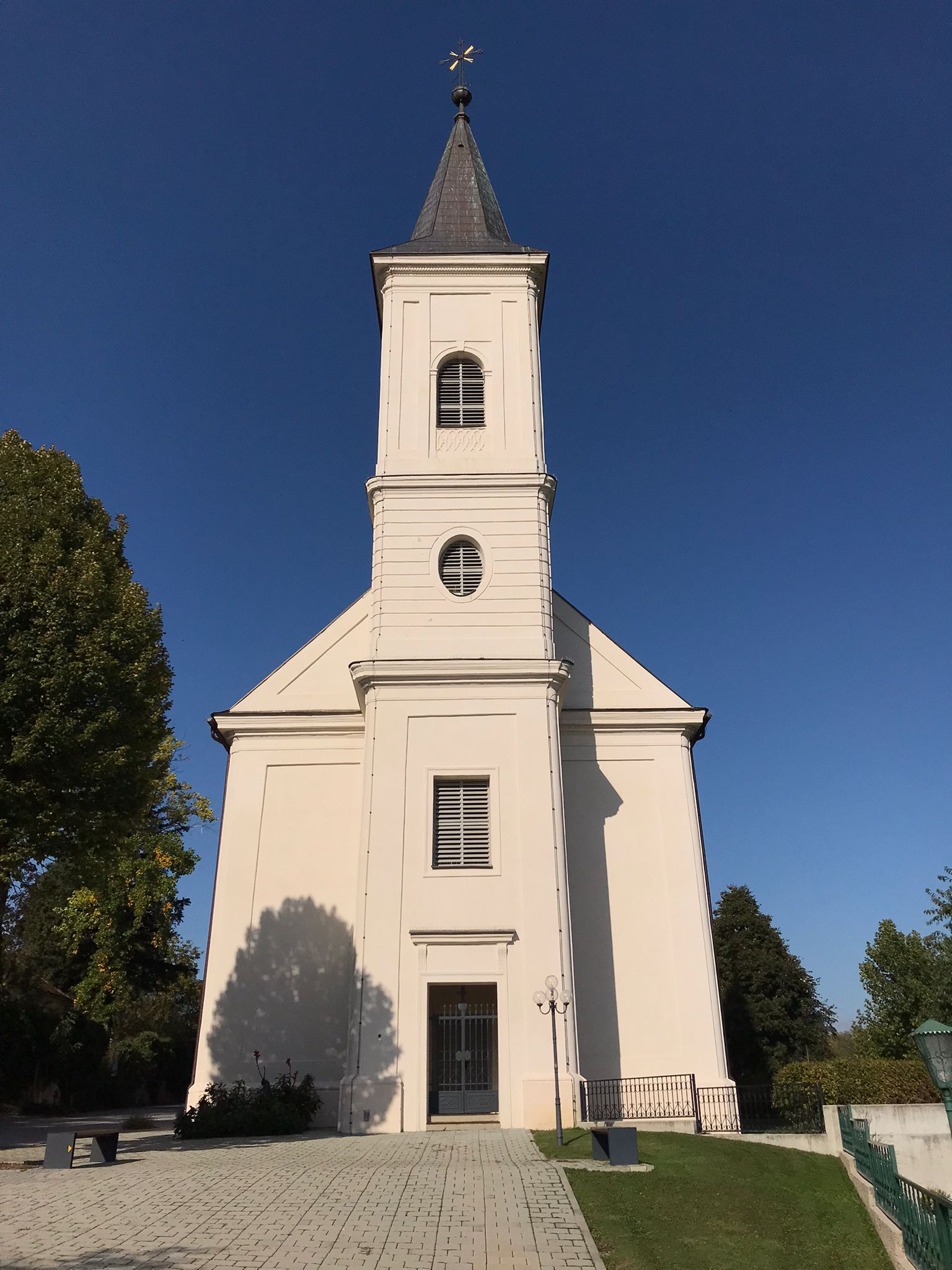
Evangelische Pfarrkirche Großpetersdorf

- Katholische Pfarrkirche Großpetersdorf hl. Michael
- Evangelische Pfarrkirche Großpetersdorf
- Evangelisches Pfarrhaus
- Filialkirche "Christi Himmelfahrt", Kleinpetersdorf

## Wirtschaft und Infrastruktur

### Verkehr
- Pinkatalbahn: Momentan ist Großpetersdorf Endbahnhof. Bis Rechnitz gab es Nostalgiezüge. In Überlegung war die Wiedererrichtung der ursprünglichen Strecke bis ins ungarische Szombathely (dt. Steinamanger). Nachdem von ungarischer Seite kein Interesse bekundet wurde, wurden die Bahngleise von Rechnitz bis Großpetersdorf abgebaut und stattdessen ein Radweg errichtet, der Bahntrassenradweg.
- Von 1920 bis ca. 1933 gab es eine schmalspurige Waldbahn nach Rumpersdorf, die hauptsächlich dem Holztransport diente.

## Politik

### Gemeinderat

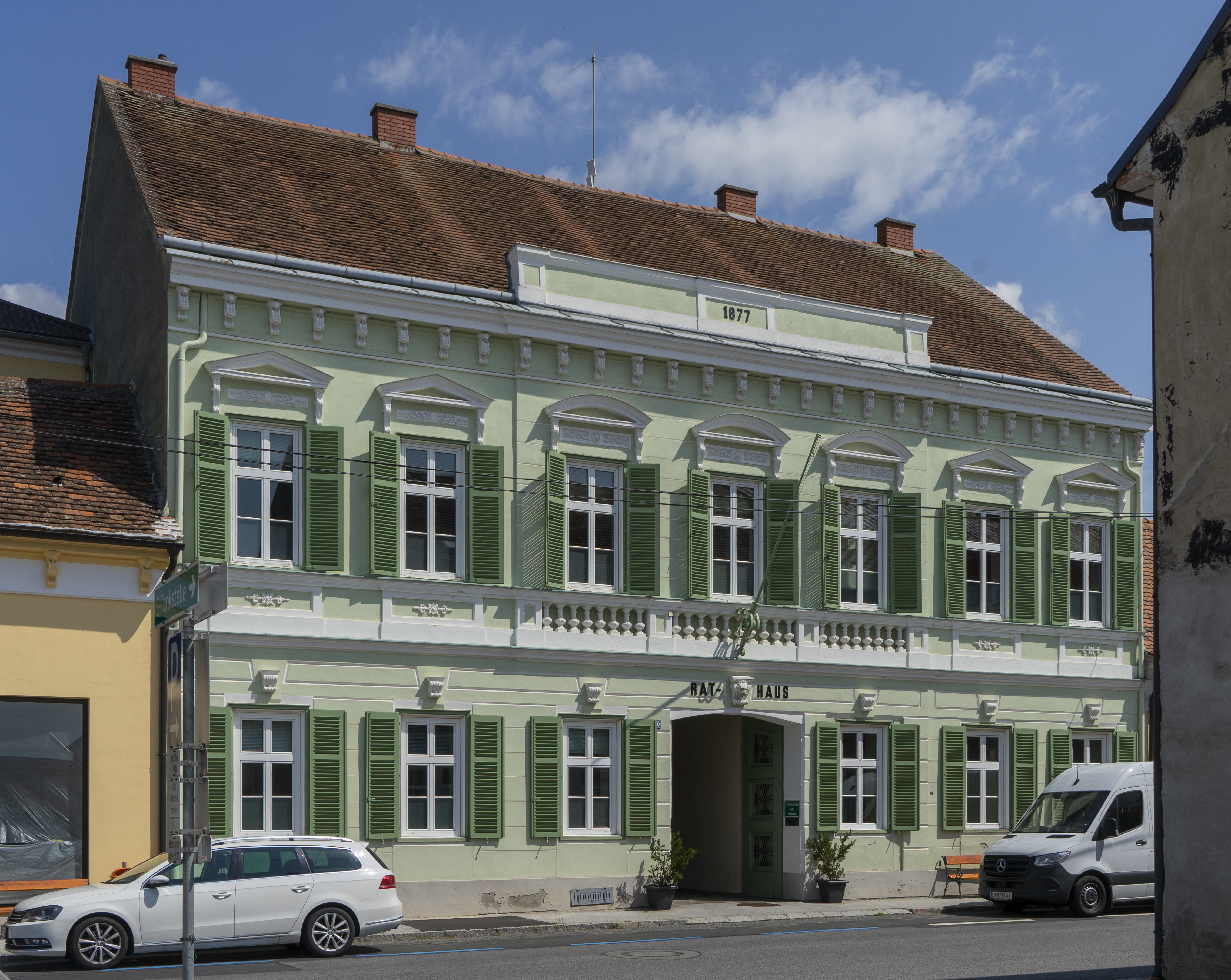
Rathaus Großpetersdorf

Der Gemeinderat umfasst aufgrund der Anzahl der Wahlberechtigten insgesamt 25 Mitglieder.
| Partei          | 2022    | 2022    | 2022    | 2017    | 2017    | 2017    | 2012    | 2012    | 2012    | 2007             | 2007             | 2007             | 2002             | 2002             | 2002             | 1997             | 1997             | 1997             |
| Partei          | Sti.    | %       | M.      | Sti.    | %       | M.      | Sti.    | %       | M.      | Sti.             | %                | M.               | Sti.             | %                | M.               | Sti.             | %                | M.               |
| --------------- | ------- | ------- | ------- | ------- | ------- | ------- | ------- | ------- | ------- | ---------------- | ---------------- | ---------------- | ---------------- | ---------------- | ---------------- | ---------------- | ---------------- | ---------------- |
| SPÖ             | 1183    | 52,16   | 14      | 1117    | 50,84   | 13      | 1129    | 49,37   | 13      | 1416             | 59,12            | 15               | 1353             | 58,04            | 15               | 1.389            | 60,29            | 16               |
| ÖVP             | 879     | 38,76   | 10      | 860     | 39,14   | 10      | 905     | 39,57   | 10      | 979              | 40,88            | 10               | 978              | 41,96            | 10               | 771              | 33,46            | 8                |
| FPÖ             | 122     | 5,38    | 1       | 127     | 5,78    | 1       | 131     | 5,73    | 1       | nicht kandidiert | nicht kandidiert | nicht kandidiert | nicht kandidiert | nicht kandidiert | nicht kandidiert | 144              | 6,25             | 1                |
| Grüne           | 84      | 3,70    | 0       | 93      | 4,23    | 1       | 122     | 5,33    | 1       | nicht kandidiert | nicht kandidiert | nicht kandidiert | nicht kandidiert | nicht kandidiert | nicht kandidiert | nicht kandidiert | nicht kandidiert | nicht kandidiert |
| Wahlberechtigte | 3494    | 3494    | 3494    | 3283    | 3283    | 3283    | 3289    | 3289    | 3289    | 3334             | 3334             | 3334             | 3267             | 3267             | 3267             | 3050             | 3050             | 3050             |
| Wahlbeteiligung | 69,18 % | 69,18 % | 69,18 % | 73,99 % | 73,99 % | 73,99 % | 75,31 % | 75,31 % | 75,31 % | 77,77 %          | 77,77 %          | 77,77 %          | 80,93 %          | 80,93 %          | 80,93 %          | 83,90 %          | 83,90 %          | 83,90 %          |

### Bürgermeister
Bürgermeister ist Harald Kahr (SPÖ). Bei der Wahl 2022 erhielt er 50,53 Prozent der Stimmen im ersten Wahlgang und wurde damit zum Bürgermeister von Großpetersdorf gewählt.
Ehemalige Bürgermeister
- Josef Baliko (SDAP)
- 1935–1938 Franz Wallner (CS)
- 1954–1982 Hans Krutzler (SPÖ)
- 1982–1993 Josef Tauber (SPÖ)
- bis 2011 Winfried Kasper (SPÖ)
- 2012–2022 Wolfgang Tauss (SPÖ)

## Persönlichkeiten

### Söhne und Töchter der Gemeinde
- Franz Wallner (1883–1956), Landwirt und Politiker
- Alois Striny (1888–1955), Kaufmann und Politiker
- Alois Wessely (1895–1970), Politiker, Landeshauptmann-Stellvertreter des Burgenlands
- Hans Unger (1897–1981), Maurer und Politiker
- Hilde Pleyer (1923–2003), Politikerin (SPÖ)
- Alfred Kranich (1930–1998), Landesbeamter und Politiker
- Frederick Lowy (* 1933), kanadischer Psychiater, Präsident der Concordia University
- Josef Tauber (* 1940), Politiker (SPÖ) und Gewerkschaftssekretär
- Walter Reicher (* 1958), Kulturmanager und Festivalintendant

### Mit der Gemeinde verbundene Persönlichkeiten
- Josef Baliko (1876–1930), Holzarbeiter und Politiker, Bürgermeister von Großpetersdorf
- Olivier Dantine (* 1973), Superintendent der Evangelischen Superintendentur A. B. Salzburg und Tirol seit 2012
- Karl Halaunbrenner (1881–1938), Gendarmeriebeamter
- Hans Krutzler (1913–1991), Politiker (SPÖ) und Hauptschuldirektor
- Doris Prohaska (* 1966), Politikerin (SPÖ) und Lehrerin
- Gustav Reingrabner (1936–2025), Superintendent der Evangelischen Superintendentur A. B. Burgenland 1975–1994